# Костино (Торжокский район)
Костино  — деревня в Торжокском районе Тверской области. Входит в состав Грузинского сельского поселения.

## География
Находится в центральной части Тверской области на расстоянии приблизительно 15 км на юг по прямой от районного центра города Торжок.

## История
Деревня была отмечена (тогда Костина) ещё на карте 1825 года. В 1859 году здесь (деревня Новоторжского уезда Тверской губернии) было учтено 12 дворов, в 1941 — 50. В советское время работали колхозы «Труд» и «Победа». До 2017 года входила в состав Пироговского сельского поселения.

## Население
Численность населения: 135 человек (1859 год), 59 (русские 93 %) в 2002 году, 60 в 2010.